# Le Rendez-vous de Travers
Pour plus de détails, voir Fiche technique et Distribution.
Le Rendez-vous de Travers (Treffen in Travers) est un film romantique historique est-allemand réalisé par Michael Gwisdek, sorti en 1989. Il s'agit d'une adaptation d'un roman de Fritz Hofmann (de), Himmelfahrt nach Hohenstein, publié en 1977.
Le film se veut un hommage au bicentenaire de la Révolution française. Il a été sélectionné pour Un certain regard au Festival de Cannes 1989.

## Synopsis
À l'automne 1793, le révolutionnaire parisien Georg Forster rencontre son épouse Thérèse dans le village suisse de Travers pour officialiser leur divorce. Cette rencontre est préparée par le conseiller d'État suisse Rougemont, qui a choisi ce lieu car les Prussiens n'y ont pas encore de pouvoir. En Prusse, Forster est recherché par la police en raison de ses activités révolutionnaires et sa femme, qui vit en exil en Suisse auprès du conseiller d'État Rougemont, ne peut pas non plus s'y rendre tant qu'elle est mariée à Forster. Therese vient avec leurs deux filles et son nouveau compagnon, le poète saxon Ferdinand Huber, car elle espère que son divorce lui permettra de retourner dans son pays.
Physiquement et psychiquement affaibli par les combats révolutionnaires en France, Forster a si mauvaise mine que sa fille Klärchen ne le reconnaît pas et que même Therese est très consternée par son apparence. Forster souffre d'une forte toux. Tous profitent de la première soirée dans l'hôtel isolé pour se parler. Therese souhaite retourner en Allemagne. Après le départ des enfants et de la nounou pour la nuit, la relation entre Therese et Ferdinand, que Georg avait lui-même fait venir chez lui, est évoquée. Bien que Georg accepte officiellement cette relation, il ne cesse de faire part de son amour pour Therese.
Le lendemain matin, Georg est assis à la table du petit-déjeuner, fraîchement rasé et peigné, lorsque sa femme le rejoint. Elle lui demande de ne pas faire la guerre à Ferdinand. Elle n'est là que pour le divorce, car elle a besoin de clarifier sa situation. Son mari lui fait cependant la proposition de rester ensemble, avec Huber comme troisième membre : ce serait après tout la possibilité d'une nouvelle forme de vie commune. La soirée se termine de nouveau par une beuverie.
Contrairement à son habitude, Ferdinand se lève tôt le lendemain et s'amuse à l'extérieur avec Georg et les deux enfants. Les deux hommes partent ensuite se promener dans les montagnes suisses. Là, Huber reproche à Forster d'avoir cherché à prouver que Therese soit infidèle pour justifier l'échec du mariage, ce que Forster conteste. Il insiste sur le fait qu'il ne veut pas renoncer à Therese, mais Huber lui fait comprendre que ce n'est pas à lui de décider. L'après-midi, Therese et Georg se rendent chez le maire pour y annuler leur mariage. Mais le maire fait des difficultés et exige une justification écrite de l'annulation du mariage, ce qui Therese et Georg ne sont pas en état de donner. Tous deux doivent donc repartir sans avoir obtenu satisfaction, ce qui fait que Therese s'effondre presque et que Georg ne peut cacher une légère joie. Après leur retour à l'hôtel, Forster rassure Huber qui lui demande si tout va bien.
Lors d'une promenade dans les montagnes, les deux hommes se disputent à nouveau au sujet de leur relation avec Therese, ce qui met à nouveau en évidence leurs différents points de vue. Le brouillard s'épaissit et ils se perdent de vue jusqu'à ce que Forster retrouve son rival sur une pente rocheuse à laquelle il ne peut plus s'accrocher que du bout des doigts. Malgré leur rivalité, Forster sauve la vie de Huber.
Georg repart à Paris et, bien que Therese l'aime toujours, elle ne le suit pas, car elle sait qu'il sacrifiera toujours sa vie privée à son militantisme révolutionnaire. Et elle sait aussi que Huber a besoin d'elle.
Deux mois plus tard, Georg Forster meurt à Paris à l'âge de 39 ans. Therese vit 10 ans en Allemagne avec Ferdinand Huber, qu'elle a épousé, jusqu'à sa mort. Vingt-cinq ans plus tard, Therese Huber meurt en tant qu'écrivaine reconnue.

## Fiche technique
- Titre original : Treffen in Travers
- Titre français : Le Rendez-vous de Travers[3],[1]
- Réalisateur : Michael Gwisdek
- Scénario : Michael Gwisdek, Thomas Knauf (de), Christoph Prochnow (de) (dramaturgie)
- Photographie : Claus Neumann (de)
- Montage : Evelyn Carow (de)
- Son : Hans-Joachim Kreinbrink
- Musique : Reiner Bredemeyer (de)
- Costumes : Katrine Cremer
- Sociétés de production : Deutsche Film AG
- Pays de production :  Allemagne de l'Est
- Langue de tournage : allemand
- Format : Couleur Orwo - 1,66:1 - Son mono - 35 mm
- Durée : 101 minutes (1h41)
- Genre : film romantique historique
- Dates de sortie :
  - Allemagne de l'Est : 27 avril 1989
  - Allemagne de l'Ouest : 30 août 1991

## Distribution
- Hermann Beyer : Georg Forster
- Corinna Harfouch : Thérèse Forster
- Uwe Kockisch : Ferdinand Huber
- Susanne Bormann : Röschen Forster
- Lucie Gebhardt : Klärchen Forster
- Astrid Krenz (de) : Liese, la bonne d'enfants
- Peter Dommisch (de) : Lionidas, le tavernier
- Heide Kipp (de) : Marthe, la tavernière
- Wolf-Dietrich Köllner : Rougemont, le conseiller d'état
- Andreas Schneider : Jean Claude, le gendarme
- Hark Bohm : le maire
- Michael Kind (de) : un agent prussien
- Herbert Olschok (de) : un agent prussien
- Horst Krause (de) : le douanier
- Jochen Ziller : l'officier
- Johannes Gwisdek : un garçon de village
- Robert Gwisdek : un garçon de village
- Bodo Krämer (de) : le lansquenet